# 프레더릭 코플스턴

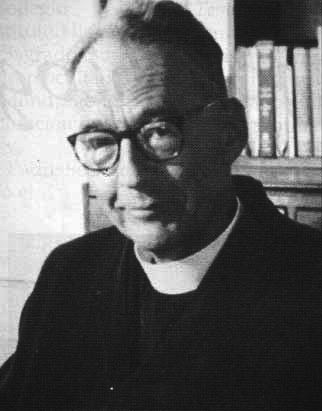
코플스턴

프레더릭 찰스 코플스턴(영어: Frederick Charles Copleston, 1907년 4월 10일~1994년 2월 3일)은 영국의 예수회 수도사, 철학자, 철학사가로 방대한 분량의 철학사 집필로 잘 알려져 있다.